# Município de Resen
Resen (em macedônio/macedónio:  Ресен) é um município localizado no sul da Macedônia do Norte; estando localizado na Região da Pelagônia. Resen é o nome da sede do município homônimo.

## Geografia
Resen faz fronteira com os municípios de Ácrida ao oeste, Demir Hisar ao norte, Bitola ao leste, Grécia e Albânia ao sul.

## Demografia

Locais do município de Resen.

De acordo com último censo nacional realizado em 2002, o município tinha 16.825 habitantes.
Grupos étnicos do município incluem:
- Norte-Macedônios = 12,798 (76.1%)
- Turcos = 1,797 (10.7%)
- Albaneses = 1,536 (9.1%)
- Ciganos = 184 (1.1%)
- outros.

Línguas maternas no município incluem:
- Macedônio = 12,943 (76.9%)
- Albanês = 1,885 (11.2%)
- Turco = 1,766 (10.5%)
- Ciganos = 113 (0.7%)
- outras.

Religiões no município incluem:
- Ortodoxos = 12,599 (74.9%)
- Muçulmanos = 3,927 (23.3%)
- outras.